# Cadulus macleani
Cadulus macleani är en blötdjursart som beskrevs av Emerson 1978. Cadulus macleani ingår i släktet Cadulus och familjen Gadilidae. Inga underarter finns listade i Catalogue of Life.